# Aleksandra Sorokina
Aleksandra Petrovna Sorokina, coniugata Korukovec (in russo Александра Петровна Сорокина-Коруковец?; Saratov, 1º ottobre 1976), è una pallavolista russa.
Gioca nel ruolo di schiacciatrice ed opposto nello Ženskij volejbol'nyj klub Enisej.

## Carriera
La carriera di Aleksandra Sorokina inizia nel 1993 giocando per il Volejbol'nyj klub Uraločka, nel massimo campionato russo: tuttavia però gioca nella seconda squadra, dove resta per tre annate. Nel 1993 fa inoltre il suo esordio nella nazionale russa, con la quale gioca sporadicamente fino al 1996, vincendo la medaglia di bronzo al campionato europeo 1995.
Nella stagione 1996-97 viene ingaggiata dal Volejbol'nyj klub Universitet-Technolog dove resta per otto stagioni senza però vincere alcun trofeo; nel 2001 torna nuovamente in nazionale, vincendo la medaglia d'oro al World Grand Prix 2002 e la medaglia d'argento ai giochi olimpici di Atene: al termine del torneo lascia definitivamente la squadra nazionale.
Nella stagione 2004-05 si trasferisce per la prima volta all'estero per giocare nella squadra svizzera del Volleyballclub Voléro Zürich, con la quale vince sia il campionato che la coppa nazionale; nella stagione successiva è invece in Italia, nella Start Volley Arzano, neo-promossa in Serie A1. Nella stagione 2006-07 torna in patria nello Ženskij volejbol'nyj klub Fakel: al termine del campionato abbandona l'attività agonistica.
Nella stagione 2011-12 torna alla pallavolo giocata, ingaggiata dal Volejbol'nyj klub Omička, mentre nella stagione successiva è nuovamente in Italia, dove veste la maglia della neo-promossa Forlì Bologna, in Serie A1. Per il campionato 2013-14 torna in Russia nel Volejbol'nyj Klub Politech di Kursk, in serie cadetta. Nell'annata seguente veste invece la maglia dello Ženskij volejbol'nyj klub Enisej di Krasnojarsk.

## Palmarès

### Club
- Campionato svizzero: 1

2004-05
- Coppa di Svizzera: 1

2004-05